# Mont-Dol
Mont-Dol (en bretó Menez-Dol, en gal·ló Mont-Dou) és un municipi francès, situat a la regió de Bretanya, al departament d'Ille i Vilaine. L'any 2006 tenia 1.194 habitants. Limita amb els municipis de Cherrueix, Baguer-Pican, Dol-de-Bretagne, Roz-Landrieux, Hirel i Le Vivier-sur-Mer.

## Demografia
| 1962                                       | 1968  | 1975  | 1982  | 1990  | 1999  |
| ------------------------------------------ | ----- | ----- | ----- | ----- | ----- |
| 1.099                                      | 1.105 | 1.060 | 1.046 | 1.111 | 1.095 |
| Des de 1962: població sense dobles comptes |       |       |       |       |       |

## Administració
| Període   | Identitat        | Partit |
| --------- | ---------------- | ------ |
| 1989-2001 | Éliane Quesnel   |        |
| 2001-2008 | Charles Bourdais |        |
| 2008-     | Rémi Fontaine    |        |